# Mende-Sud

A kanton községei

Mende-Sud kanton (franciául Canton de Mende-Sud) Lozère megye Mende-i kerületének egyik kantonja, központja a megyeszékhely Mende.
Területe 173,47 km², 1999-ben 7165 lakosa volt, népsűrűsége 41 fő/km². 5 község tartozik hozzá, valamint Mende község déli része.

## Községek
| Község neve                | Terület (km²) | Népesség (1999, fő) | Népsűrűség (1999, fő/km²) |
| -------------------------- | ------------- | ------------------- | ------------------------- |
| Balsièges                  | 32,88         | 508                 | 15                        |
| Brenoux                    | 11,25         | 304                 | 27                        |
| Lanuéjols                  | 32,67         | 208                 | 6,4                       |
| Mende-Sud                  | 11,25         | 5172                | 460                       |
| Saint-Bauzile              | 29,33         | 504                 | 17                        |
| Saint-Étienne-du-Valdonnez | 56,09         | 469                 | 8,4                       |
| Mende-Sud kanton           | 173,47        | 7165                | 41                        |

## Népesség
| Év   | Lakosság |
| ---- | -------- |
| 1990 | 6453     |
| 1999 | 5172     |